# Stan Ghițescu
Stan Ghițescu (n. 2 iunie 1881 – d. 25 februarie 1952) a fost un deputat de Teleorman (1926-1927), senator, vicepreședinte al Camerei Deputaților (1926), ministru al Cooperației (1937-1938), ministru al Muncii (4 - 14 septembrie 1940) în guvernul lui Ion Antonescu. A murit în Închisoarea de la Sighet.